# 홋카이도 방언
홋카이도 방언(北海道方言 혹카이도호겐(ほっかいどうほうげん)[*])은 홋카이도에서 쓰이는 일본어의 방언이다. 홋카이도벤(北海道弁, ほっかいどうべん)이라고도 부른다. 도호쿠 방언을 기반으로 하며 동일본 방언에 속하지만, 긴키 방언 등의 서일본 방언의 영향도 볼 수 있다. 내륙의 도시 지역을 중심으로 대부분은 공통어(수도권 방언)에 약간 가까운 비교적 평균적인 방언이 사용되지만, 억양의 차이나 사투리가 비교적 많기 때문에 표준어나 공통어와는 다른 부분이 있다. 홋카이도 방언에도 지역적, 세대적 차이가 있으며 해안 지역 및 도난의 방언은 특히 기타오우 방언적인 특징이 짙다. 또한 하코다테 및 그 근교는 아오모리현에서 가깝기 때문에 홋카이도벤과 쓰가루벤이 섞인 하코다테벤이 있으며, 억양도 아오모리쪽의 다른 도내의  지역과 비교되며 같은 도내여도 하코다테와 그 근교만 특수하다.

## 개요·구분
역사적 배경을 고려하여 홋카이도 방언은 크게 오시마 반도의 오샤만베정 이남과 홋카이도 연안부 각지의 해안 방언(海岸部方)과 그 이외의 내륙 방언(内陸部方言)으로 나눈다. 해안 방언 중에서도 어촌에서 쓰이는 것을 하마코토바(浜言葉)라고 한다. 내륙 방언은 공통어에 가까운 반면,  해안 방언, 그 중에서도 하마코토바는 홋카이도의 내륙 출신자에게도 이해하기 어려운 방언으로 젊은 층 중에는 거의 이해하지 못하는 사람도 있다. 또한 홋카이도 자체가 넓기 때문에 해안 방언에도 구시로, 세타나, 슷쓰의 차이나 내륙 방언의 삿포로, 아사히카와, 후라노 등에도 지역과 사람에 따라서 다르다. 바다 쪽으로 가면 공통어와의 차이가 커지게 되며, 삿포로 등의 도오 부근은 방언이 약해 표준어에 가깝다. 그렇기 때문에 내륙에서 하마코토바는 이해하기 어렵다.
에조치(북주, 北州)로의 와진(和人)의 진출은 옛날 아스카 시대의 아베노 히라후의 에미시 정벌, 미시하세 토벌 무렵까지 거슬러 올라간다. 헤이안 시대 말기 쯤이 되면 가미노쿠니정이나 에사시 등의 도호쿠 지방부터 오시마 반도 남부에 와진이 정주했다는 기록이 발견되며, 가마쿠라 시대·무로마치 시대의 에조 사태직·에조 관령의 시대를 지나, 에도 시대까지는 오시마 반도 남부의 대부분은 와진치(和人地)화되었고, 에조치 연안 각지로 와진의 거주 지역이 넓어졌다. 그 중 와진의 정착이 빨랐던 지역에서는 도후쿠 방언(특히 기타오우 방언)적인 색채가 짙은 해안 방언(하마코토바)이 성립했다. 기타마에부네(北前船)로 호쿠리쿠 지방이나 가미가타와 이어진 역사도 있기 때문에 어휘에 호쿠리쿠 방언이나 긴키 방언의 영향도 받았다.
메이지 시대 이후 개척을 위해 일본 각지의 사람들(개척사, 開拓使)이 홋카이도로 모였다. 내륙에서는 각지의 방언이 뒤섞였고, 서로 통하는 말이 요구되었다. 이에 도호쿠 지방이나 호쿠리쿠 지방의 방언을 기반으로 하면서(개척자 전체의 4할이 도호쿠 지방 출신자였고, 뒤이어 2할이 호쿠리쿠 지방 출신자였다.) 공통어에 가까운 내륙 방언이 형성되었다. 내륙부 주민의 대부분은 자신들의 말이 표준어적이라고 생각하고, 특히 옛날부터 시가지가 있던 삿포로시의 고지대쪽에서 사용되는 말은 도쿄와 같거나 그  이상으로 표준어적이라고 생각한다. 그러나 실제로는 세부적으로 독특한 어휘나 어미, 문법이 있으며 악센트나 억양도 독특한 점이 있다(#악센트 참조).
현재, 특히 홋카이도 내륙에서는 학교 교육이나 텔레비전 등의 매스 미디어의 영향과, 도쿄 등 홋카이도 밖에서 U턴·I턴으로 유입되는 인구의 증가로 인해서, 도시 지역을 중심으로 공통어(수도권 방언)화가 진행되고, 홋카이도 방언의 독특한 표현이나 악센트가 계속 사라지고 있다. 특히 1970년대 이후에 태어난 젊은 세대는 방언의 어휘를 모르거나, 알아도 사용하지 않는 사람이 늘었다. '홋카이도식 악센트'에 위화감을 느끼는 사람도 있다. 국지적인 단체 개척이 있던 지역에서는 개척자가 가져간 방언이 짙게 이어져 오고 있지만, 3세대 이후로는 개척자의 출신지에서 유래한 방언의 차이는 거의 눈에 띄지 않게 되고 있다.
홋카이도 방언의 색채가 지금도 강한 하마코토바 지역에서도 세대가 내려오면서 공통어에 가까워지고 있다. 한편 2018년 평창 올림픽에 컬링 여자 일본 대표로 출전했던 로코 소라레(ロコ・ソラーレ)의 선수들(전원 하마코토바가 사용되는 기타미시 출신)이 시합 중에 'そだねー', '押ささる', '○○かい?' 등의 홋카이도 방언을 사용하여 전술을 이야기한 것이 화제가 되었다.

## 해안 방언의 특징
- 음성·음운은 거의 도호쿠 방언과 공통된다. 즉 イ단과 ウ단의 음은 꽤 가깝고, シ와ス, チ와 ツ, ジ와 ズ의 구별이 없다(즈즈벤, ズーズー弁). イ와 エ도 구별이 거의 없다. 또한 어두 이외의 カ행·タ행은 탁음화(유성화)되고 본래 탁음의 앞에 비음을 수반한다.
- 강세는 호쿠오우 방언과 같은 외륜의 도쿄식 악센트 변종이다(호쿠오우식 악센트).
- 문법에서는 이유를 표시하는 접속조사(~から)에 すけ, すて, は(ん)で가 있고, けれども에 해당하는 것으로는 ども가 있다. 또한 형용사는 대부분 활용형이 된다.
- 하마코토바를 중심으로 はよ(早ぐ), けーれ(早く帰れ), まま、けぇ(ごはん、食え＝食べろ) 등의 도호쿠벤과 비슷한 생략·단축(변화)이 일어난다.

- 하코다테 주변에서는 け를 많이 사용한다. 접속사로써도 자주 사용한다.

예시) ~するっけ, ◯◯だっけ, ◯◯だっけさ
- 어미에 さ를 많이 사용한다. 홋카이도에서 さ는 자주 사용되지만, 하코다테와 그 근교에서는 작은 っ를 넣어서 ◯◯っさー와 같이 사용한다. 또한 ◯◯するぞ 등에 사용하는 어미인 ぞ를 ど로 바꾸어 사용한다. 이것은 요이코의 하마구치 마사루의 とったどー！와는 일체 관계가 없다.
- を 대신에 ば를 사용하는 경우가 있다. 특히 화가 났을 때에 많다. 이것은 하코다테와 그 근교에 관계 없이, 하코다테 이외의 지역에서도 어르신 중에 사용하는 사람도 있다.
- 걱정할 때나 업신여길 때 등에 어미에 か나 を를 사용하는 경우가 있다.
- 홋카이도에서 유명한 なまら는 그다지 사용하지 않고 だで, うだで, がっつ를 사용한다.

사용 예시) 今日はがっつ雨降ってるっけ、傘持ってったほうがいっけさ(今日はたくさん雨降ってるから傘持ってったほうがいいよ)
やっとしないと遅刻するどー！(早くしないと遅刻するぞ)
雪降ったの少ないっけ、函館山行ってきたっさー(雪降ったのが少なかったから函館山行ってきたよ)
あいつはんかくさすぎだし頭大丈夫かや(あいつ間抜けすぎるし頭大丈夫かよ)
俺ばばかにしてるべ？いい加減にすれよ(俺をばかにしてるんだろ。いい加減にしろよ)

## 음성

### 악센트
홋카이도에서 태어나 자란 사람은 어휘나 어미가 공통어와 다르다는 것을 인식하는 경우가 많다. 그러나 악센트와 억양만은 공통어와 같다고 간주하기 쉽다. 홋카이도식 악센트는 도쿄식 악센트의 일종이기는 하나, 공통어의 악센트와는 다른 점이 있다.
- ①トマト ②テレビ ③社会(しゃかい) ④ズボン ⑤時間(じかん) ⑥鏡(かがみ) ⑦二月(にがつ) 등은 '저고저'의 중고형(中高型) 악센트로 읽힌다. 공통어에서는 ①~④가 두고형(頭高型), ⑤가 평판형(平板型), ⑥~⑦이 2박째부터 미고형(尾高型)이다.
- ⑧傘(かさ) ⑨雨(あめ) ⑩窓(まど) ⑪猫(ねこ) 등은 '저고'로, 조사가 이어지면 '저고저'가 된다.
예시)'傘が(かさが)'(_/￣\_). 공통어에서는 ⑧~⑪이 전부 두고형이다.
- ⑫椅子(いす) ⑬いちご ⑭コーヒー ⑮幼稚園(ようちえん)은 '고저'이다. 공통어에서는 ⑫~⑬이 평판형, ⑭~⑮는 2박째와 3박째가 높아지는 중고형이다. '保育園(ほいくえん)'과 '幼稚園(ようちえん)'은 같은 발음이다.
- '五番(ごばん)'은 고저이다. 'ごば'를 높게 발음하고, 'ん'이 내려간다. 공통어는 평판형이다.
- 수 '20(にじゅう)'은 'じゅ'가 높다.
- '15円(えん)'을 'じゅーごえん'처럼 '円(えん)'의 악센트를 유지해서 말한다.
- '24時間(にじゅうよじかん)'은 'よ'가 높다. 공통어에서는 'に'와 'じ'에 악센트가 있다.
- '良(よ)かった'는 'か'가 높다. 공통어에서는 'よ'에 악센트가 있다.
- '雪(ゆき)がやむ'의 'ゆきが'는 'き'가 높은 것이 공통어 악센트이지만, 삿포로시를 제외한 홋카이도에서는 대개 평판형 악센트이다. '石(いし)が'나 '紙(かみ)が' 등도 그러하다.
- ここ, そこ, あそこ, どこ 등의 지시명사에서는 조사가 이어지든 단독으로 발음되든 마지막의 'こ'가 높아진다. 즉 'ここは', 'どこで'등이 '저고저'가 된다. 공통어에서는 'ここは'는 평판형, 'どこで'는 '고저저'이다.

상술한 대부분은 기타오우 방언과 공통의 특징이다. 즉 외륜 도쿄식 악센트가 광모음에서 핵후퇴를 일으킨 것으로 보면 대체적으로 설명할 수 있다. 개별적인 변화들도 기타오우 방언에서 온 것이 많다.(참고: 아키타 방언의 악센트)
- '雨(あめ)がやむ'나 '雪(ゆき)がやむ'의 'やむ'에서 'や'가 높기 때문에, 공통어의 '病(いた)む'와 같이 들린다. 공통어에서는 평판형이다.
- '産(う)む'는 '膿(う)む'처럼 'う'가 높다. 공통어에서는 평판형이다. 또한 'うまれる'는 공통어와 같이 평판형이 된다.
- 'している'와 그 단축형인 'してる' 및 'していた'는 공통어에서 평판형 악센트이지만, 홋카이도 방언에서는 각각 어미의 'る'나 'た'가 내려간다. 'していた'의 단축형인 'してた'는 공통어와 홋카이도 방언 모두 어미인'た'가 내려간다.
- 동사의 부정형 '~ない'의 꼴에서는 평판형 동사와 기복형 동사 모두가 'ない'의 'な'에 악센트핵이 온다. 그래서 'い'가 낮게 내려간다는 특징을 갖게 된다.(공통어 예시) '上(あ)げない'는 평판형이고, '下(さ)げない'는 'げ'에 악센트가 있다.)

▼위 표현의 의문형 'していた？', '~しない？'의 억양은 공통어에서는 마지막의 한 음이 퐁 하고 올라가지만, 어미가 내려가는 홋카이도 방언에서는 마지막의 한 음이 낮은 곳에서부터 단숨에 높게 올라가는 억양이 된다. 공통어에서도 '~していました？' 등에 같은 억양이 가볍게 나타나지만, 더욱 현저하다.
위의 4개는 긴키 방언을 발단으로 전국에서 일어나고 있는 용언의 형(型) 통합의 일단이다. 예를 들면 수도권 방언에서도 가끔 마찬가지의 악센트가 들린다.
이 발음 이외에도 包丁(ほうちょう), ハンカチ, キャラメル, さくらんぼ, 薬(うすり), 電池(でんち), 次(つぎ), こないだ가 있다. 전부 고저이다. 표준어라면 전부 저고가 된다.
또한 하코다테 주변에서는 이하의 억양에 차이가 있다.
病院(びょういん)은 美容院(びよういん)과 같은 발음이 된다.
水色(みずいろ), タバコ는 고저가 된다.
半袖(はんそで), 長袖(ながそで)도 고저이다.
クワガタ도 고저이며, 山形(やまがた)와 같은 발음이 된다.
'お土産(みやげ)'도 고저이다.
'標準語(ひょうじゅんご)'는 중고형이다.
본래 '標準語(ひょうじゅんご)'를 발음할 때, 악센트는 전혀 없이 평판형이 된다.
또한 '同(おな)じ'도 미묘한 악센트에 차이가 있어 じ 부분이 높다. 표준어에서는 평판형이 된다.
다만 단체로 사용할 경우나 사용하는 장면에 따라서는 거의 표준어와 같은 억양이며, 접속사로써 쓰일 경우는 쓰이는 장면이나 발음에 따르지만, 이 억양이 나오기 쉬운 것이 특징이다.
예로써 '同(おな)じだ'가 가장 알기 쉽고, 표준어의 억양과 전혀 다른 발음이다.
'じ'와 'だ'가 높아서 저고의 발음이 되며, 공통어라면 평판형의 발음이 된다.

## 같이 보기
- 홋카이도 (율령제)
- 홋카이도
- 장소청부제
- 기타마에부에
- 홋카이도 청어의 역사
- 홋카이도의 신사의 역사
- 우라니혼 방언
- 아이누어

## 참고문헌
- 飯豊毅一・日野資純・佐藤亮一編『講座方言学 4 北海道・東北地方の方言』国書刊行会、1982年
- 石垣福雄の著作
  - 『北海道の方言(NHK郷土シリーズ)』(1956年、NHK札幌中央放送局)
  - 『NHK方言の旅(北海道)』(1956年、宝文館)
  - 『日本方言の記述的研究(北海道)』(1965年、明治書院)
  - 『日本語と北海道方言』(1976年、北海道新聞社)
- 『NHK日本語発音アクセント辞典 新版』(編：NHK放送文化研究所、1998年、NHK出版) - 標準語のアクセントはこの書籍に依った。
- 平山輝男編『日本のことばシリーズ 1 北海道のことば』明治書院、1997年